# Kesemen
Kesemen is een bestuurslaag in het regentschap Mojokerto van de provincie Oost-Java, Indonesië. Kesemen telt 2017 inwoners (volkstelling 2010).